# Яришівка (зупинний пункт)
Яриші́вка — пасажирський залізничний зупинний пункт Жмеринської дирекції Південно-Західної залізниці на дільниці Козятин I — Жмеринка між зупинними пунктами Веселка (1 км) і Селищанський (6 км). Розташований у селі Яришівка Вінницького району Вінницької області.

## Історія
Зупинний пункт відкритий 1976 року.